# Degen Fuchs von Fuchsberg
Degen Fuchs von Fuchsberg (auch: Degenhard Fuchs von Fuchsberg; * um 1450 in der Jaufenburg in Passeier; † Dezember 1527 in Kufstein) war ein österreichischer Militär und kaiserlicher Rat. Er entstammte dem ritterbürtigen Tiroler Adelsgeschlecht der Fuchs von Fuchsberg.

## Leben
Ritter Degen Fuchs von Fuchsberg war ab 1481 verheiratet mit Eva von Frundsberg, einer Schwester des Feldhauptmanns Georg von Frundsberg. Christoph Fuchs von Fuchsberg (1482–1542) war ihr gemeinsamer Sohn, der wie sein Vater erst österreichischer Militär und kaiserlicher Rat war, später jedoch zum Bischof von Brixen berufen wurde. Der Stammsitz von Degen Fuchs kann in Jaufenburg oder Eppan gewesen sein.

## Wirken
In seiner Eigenschaft als Hauptmann von Kufstein erließ Degen Fuchs von Fuchsberg im Auftrag des Kaisers Maximilian I. 1506 den „Fuchsbrief“, der das Landes- und Steuerrecht der damaligen Reichsprälatur Berchtesgaden schriftlich festlegte. Die Berchtesgadener Bauernschaft hatte wegen zu hoher Steuern Beschwerde gegen den Propst Balthasar Hirschauer geführt. Auch wenn Degen Fuchs von Fuchsberg in seinem Erlass die Beschwerden der Bauern in allen wesentlichen Punkten abgewiesen und sich somit die Position Hirschauers durchgesetzt hatte, bleibt für damalige Verhältnisse zweierlei bemerkenswert: Bei diesem Rechtsstreit war die „Untertanenschaft“ geschlossen aufgetreten und Degen Fuchs von Fuchsberg hatte mit seinem „Fuchsbrief“ für das Land Berchtesgaden einen ersten rechtsverbindlichen, schriftlich fixierten Vertrag zwischen Herrschaft und „Landschaft“ ausformuliert.
Das LMU führt Degen Fuchs von Fuchsberg zudem auch als Landeshauptmann von Tirol. Laut Ladurner hatte er dieses Amt aber nur für wenige Monate ab Mitte Dezember 1483 bis etwa März oder April 1484 inne.